# The Fantastic Four: First Steps
The Fantastic Four: First Steps (bra: Quarteto Fantástico: Primeiros Passos; prt: O Quarteto Fantástico: Primeiros Passos ) é um filme de super-herói estadunidense de 2025 baseado na equipe de super-heróis Quarteto Fantástico, da Marvel Comics. Produzido pela Marvel Studios e distribuído pela Walt Disney Studios Motion Pictures, é o trigésimo sétimo filme do Universo Cinematográfico Marvel (MCU) também é o quinto filme e o segundo reboot da série de filmes Quarteto Fantástico. O filme é dirigido por Matt Shakman a partir de um roteiro da equipe de roteiristas de Jeff Kaplan, Ian Springer, Josh Friedman, Cameron Squires, Eric Pearson e Peter Cameron. Apresenta um elenco que inclui Pedro Pascal, Vanessa Kirby, Ebon Moss-Bachrach e Joseph Quinn como a equipe titular, ao lado de Julia Garner, Sarah Niles, Mark Gatiss, Natasha Lyonne, Paul Walter Hauser e Ralph Ineson. No filme, o Quarteto Fantástico deve proteger seu mundo retro-futurista inspirado na década de 1960 do ser cósmico devorador de planetas, Galactus.
A 20th Century Fox começou a trabalhar em um novo filme do Quarteto Fantástico após o fracasso de Fantastic Four (2015). Depois que o estúdio foi adquirido pela Disney em março de 2019, o controle da franquia foi transferido para a Marvel Studios, e um novo filme foi anunciado naquele mês de julho. Jon Watts foi nomeado diretor em dezembro de 2020, mas deixou o cargo em abril de 2022. Shakman o substituiu em setembro, quando Kaplan e Springer estavam trabalhando no roteiro. A escolha do elenco estava em andamento no início de 2023, e Friedman se juntou para reescrever o roteiro naquele mês de março, com Squires e Cameron também escrevendo. A Marvel Studios queria contar uma nova história com os personagens, em vez de recontar sua história de origem. Pearson juntou-se para aprimorar o roteiro em meados de fevereiro de 2024, quando o elenco principal foi anunciado. As filmagens começaram no final de julho de 2024 no Pinewood Studios, em Londres, e em locações na Inglaterra e na Espanha.
The Fantastic Four: First Steps teve sua estreia mundial no Dorothy Chandler Pavilion em Los Angeles em 21 de julho de 2025, e foi lançado nos Estados Unidos em 25 de julho de 2025, como o primeiro filme da Fase Seis do MCU. O filme recebeu críticas geralmente positivas e arrecadou mais de 469 milhões de dólares em todo o mundo, tornando-se o décimo filme de maior bilheteria de 2025, assim como o filme de maior bilheteria do Quarteto Fantástico. Uma sequência está em desenvolvimento.

## Enredo
Na Terra-828, em 1964, o mundo celebra o quarto aniversário da formação da equipe de super-heróis conhecida como Quarteto Fantástico pelos astronautas Reed Richards, Sue Storm, Ben Grimm e Johnny Storm. Eles ganharam habilidades sobre-humanas por meio da exposição aos raios cósmicos durante uma missão espacial. Desde então, o grupo se tornou celebridade, lutou contra supervilões, as invenções de Reed fizeram a tecnologia progredir para o mundo, e a diplomacia de Sue por meio da organização Fundação Futuro levou à desmilitarização e à paz globais. Quando Reed e Sue revelam que estão esperando um filho, o mundo se prepara para a nova chegada e se pergunta se a criança também terá superpoderes.
A Surfista Prateada chega à Terra e declara que o planeta foi marcado para ser destruído por Galactus, um ser cósmico devorador de planetas. Reed estuda o desaparecimento de outros planetas para verificar essa alegação, e a equipe decide encontrar Galactus antes que ele venha para a Terra. Eles rastreiam a assinatura energética do Surfista Prateado e usam um motor mais rápido que a luz (FTL) para alcançar um novo planeta. Ao chegarem, o planeta é destruído pela nave de Galactus e a equipe é capturada. Galactus revela que tem uma fome insaciável que o levou a consumir planetas por eras. Ele sente que o filho ainda não nascido de Reed e Sue tem imenso poder cósmico e seria capaz de suprir a fome de Galactus, libertando-se dela. Galactus se oferece para poupar a Terra em troca da criança e induz Sue a entrar em trabalho de parto. A equipe se recusa e escapa da nave. Eles são seguidos pela Surfista Prateada, que destrói seu sistema FTL. Eles usam a gravidade de um buraco negro para atrasar a Surfista Prateada e enviá-los de volta à Terra. Sue dá à luz um filho, Franklin, no caminho.
Em seu retorno à Terra, Reed revela os detalhes do encontro durante uma coletiva de imprensa. A decisão deles de salvar apenas uma criança entre bilhões de outras pessoas na Terra leva a um clamor público, com muitos pedindo que Franklin seja sacrificado a Galactus. Com base em suas interações com o Surfista Prateado e em algumas transmissões do espaço profundo que Reed recebeu de seu planeta, bem como de planetas que Galactus destruiu, Johnny começa a decifrar a língua nativa da Surfista Prateada. À medida que Galactus se aproxima e os protestos contra o Quarteto Fantástico aumentam, Sue leva Franklin para se encontrar com os manifestantes. Ela explica que eles não desistirão do filho, mas também não desistirão do resto da humanidade. Usando um sistema de teletransporte no qual ele vem trabalhando, Reed cria um plano para construir grandes pontes de teletransporte pela Terra para que elas possam transportar o planeta inteiro para outro sistema solar onde Galactus não possa alcançá-los. Por meio da Fundação Futuro, Sue organiza as nações do mundo para construir pontes e conservar a energia necessária para usá-las. 
Quando as pontes estão prestes a ser ativadas, a Surfista Prateada retorna e começa a destruí-las. Johnny a impede de destruir a última ponte da Times Square. Ele usa a língua nativa dela para identificá-la como Shalla-Bal, e ela explica que escolheu se tornar a arauto de Galactus em troca de ele poupar seu mundo, Zenn-La. Johnny toca transmissões dos planetas que ela ajudou Galactus a destruir, e Shalla-Bal foge. Usando Franklin como isca, a equipe planeja atrair Galactus para a última ponte e teletransportá-lo para longe. Sue negocia com Harvey Elder para evacuar os cidadãos de Nova York para sua cidade subterrânea, Subterranea. Galactus atravessa a cidade e captura Franklin. Sue usa todo o seu poder para empurrá-lo em direção ao portal com um campo de força enquanto Reed resgata Franklin. Johnny tenta se sacrificar para dar a Galactus um último empurrão para dentro do portal, mas é impedido por Shalla-Bal. Ela empurra Galactus para dentro, e o portal se fecha atrás deles. Sue morre em consequência de seus esforços, mas é revivida por Franklin. Mais tarde, a equipe embarca em uma nova missão enquanto o mundo celebra seu quinto aniversário.
Em uma cena no meio dos créditos, ambientada quatro anos depois, Sue está lendo para Franklin em casa e vai buscar outro livro. Ela retorna e o vê interagindo com um homem de capa verde que segura uma máscara de metal. Em uma cena pós-créditos, é mostrada a introdução do desenho do Quarteto Fantástico em uma televisão.

## Elenco
- Pedro Pascal como Reed Richards / Senhor Fantástico:
Um cientista muito inteligente e líder do Quarteto Fantástico que consegue esticar qualquer parte do seu corpo em grandes extensões.[8][9] O diretor Matt Shakman descreveu Reed como "a pessoa mais cientificamente inteligente" do planeta, e uma combinação de Steve Jobs, Albert Einstein e Robert Moses.[9] Pascal disse que a mente de Reed era o mais importante para ele, em vez da fisicalidade do personagem, e ele considerou o "brilho de um polvo" ao abordar do personagem.[10] Ele também observou que se inspirou em muitas das versões de Reed dos quadrinhos, ao contrário de representações anteriores do personagem em filmes anteriores do Quarteto Fantástico, como Ioan Gruffudd e Miles Teller.[11] O diretor Matt Shakman disse que, apesar do personagem Reed ser o mais difícil de escalar, ele achou Pascal a melhor escolha, em parte por terem um relacionamento de longa data trabalhando juntos no cinema; e que estava "destinado nas estrelas" trabalharem juntos em First Steps.[12]
- Vanessa Kirby como Sue Storm / Mulher Invisível:
Esposa grávida de Reed, irmã de Johnny e integrante do Quarteto Fantástico que pode gerar campos de força e ficar invisível.[8][13] Ela é a chefe da Future Foundation,[14] que alcançou a desmilitarização e a paz globais. Shakman descreveu Sue como "a pessoa mais emocionalmente inteligente" do planeta. Kirby gostou de sintetizar as várias representações cômicas de Sue em sua versão da personagem, focando na maternidade como fio condutor. A atriz disse que era obcecada pela série de quadrinhos em que Sue assume a persona negativa "Malice" e incluiu elementos dessa versão em sua representação para que Sue não fosse "o estereótipo de uma mãe boa e doce".[9]
- Ebon Moss-Bachrach como Ben Grimm / Coisa:
O melhor amigo de Reed, um ex-astronauta e integrante do Quarteto Fantástico cuja pele foi transformada em uma camada de rocha laranja, concedendo-lhe força e durabilidade sobre-humanas.[8][9] Moss-Bachrach encontrou comparações entre Grimm e seu personagem Richie Jerimovich na série The Bear (2022–presente), observando que ambos eram "pessoas profundamente leais" e "lutadores com um forte senso de código, moralidade e família".[15] Moss-Bachrach interpreta o Coisa por meio de captura de movimento e imagens geradas por computador (CGI), em vez de maquiagem protética,[16] e discutiu esse processo com Mark Ruffalo, que interpreta Bruce Banner / Hulk no MCU usando a mesma tecnologia.[17] Além de Moss-Bachrach interpretar suas cenas em um traje de captura de movimento, algumas tomadas foram refilmadas com o ator usando diferentes extensões corporais ou um dublê vestindo uma fantasia de Coisa em tamanho real para ajudar os outros atores a fazer referência ao espaço que o personagem ocupa.[9] Shakman consultou cientistas e estudou rochas do deserto para encontrar a melhor referência para a aparência do Coisa;[18] uma rocha específica do deserto que combinava com o visual desejado para a Coisa, chamada de "Jennifer", também foi filmada no set como referência de iluminação para a equipe de efeitos visuais.[19]
- Joseph Quinn como Johnny Storm / Tocha Humana:
Irmão de Sue e integrante do Quarteto Fantástico que pode controlar as chamas e voar.[8][20] Enquanto Quinn era fã da interpretação do personagem por Chris Evans nos filmes Fantastic Four (2005) e Fantastic Four: Rise of the Silver Surfer (2007), da 20th Century Fox, ele não baseou sua própria interpretação na versão de Evans.[21] Quinn e o produtor Kevin Feige discutiram as interpretações anteriores de Johnny como mulherengo e concluíram que isso não seria considerado "sexy" pelo público moderno. Quinn queria que sua versão fosse "menos insensível com os sentimentos das outras pessoas" e mais consciente de seu comportamento em busca de atenção, mas ainda tivesse muita bravata e humor. Shakman observou que Johnny também é inteligente e heróico, apesar de minimizar isso com piadas.[9]
- Julia Garner como Shalla-Bal / Surfista Prateada:
Uma alienígena do planeta utópico Zenn-La que concordou em se tornar a arauto de pele metálica de Galactus em troca de ele poupar seu planeta. Ela viaja pelo espaço em um veículo estilo prancha de surf em busca de planetas para Galactus se alimentar.[22][23] Garner disse que havia uma "energia misteriosa" na personagem e em seu relacionamento com Galactus.[24] Garner interpreta a Surfista Prateada por meio de captura de movimento,[25] combinando pesquisas sobre poses de surfe com poses esculturais não relacionadas ao surfe, típicas dos quadrinhos. Garner queria que a personagem "[se movesse] elegantemente, como uma dança".[24]
- Sarah Niles como Lynne Nichols: A CEO da Fundação Futuro.[14]
- Mark Gatiss como Ted Gilbert: O apresentador do talk show The Ted Gilbert Show.[26]
- Natasha Lyonne como Rachel Rozman:
Uma professora e o interesse amoroso de Ben.[27] Comentaristas acreditam que o nome do personagem é uma homenagem a Rosalind "Roz" Goldstein, esposa do cocriador do Quarteto Fantástico, Jack Kirby.[28][29][30][31]
- Paul Walter Hauser como Harvey Elder / Toupeira:
O governante de Subterranea, uma sociedade subterrânea cujos habitantes se referem a si mesmos como Moloids.[32][33][34] Shakman comparou Elder a um líder sindical com humanidade, foco na comunidade e no cuidado com seu povo.[32]
- Ralph Ineson como Galactus:
Um ser intergaláctico gigante que consome a força vital dos planetas.[35][9] Galactus é o único sobrevivente de um universo morto que existia antes da criação da Terra-828.[23] Shakman o chamou de "um enorme vampiro cósmico devorador de planetas, com 14 bilhões de anos". Ineson não achava que Galactus fosse mau, chamando-o de "uma espécie de deus" e um "cara grande e devorador de planetas, simplesmente fazendo o que um cara grande e devorador de planetas faz". O ator passou um tempo "ruminando" no topo de prédios altos para se preparar para o papel. Feige adorou a introdução de Galactus nos quadrinhos e há muito tempo queria usá-lo.[36] Ineson afirmou que Galactus não se importa com a vida de um planeta, já que "é sua comida", poupando-os apenas se houver algo que o "interesse" lá.[32] Feige compartilhou um clipe de Galactus do jogo Fortnite Battle Royale (2017) com a equipe como referência de como ele queria que o personagem fosse retratado no filme.[37] O filme usa um design fiel aos quadrinhos, em contraste com o design semelhante a uma nuvem em Rise of the Silver Surfer.[36] A armadura roxa e azul de Galactus foi feita para Ineson usar, pois era importante para Shakman que alguém "incorporasse o papel".[9] Ineson tinha uma equipe de apoio para mantê-lo fresco entre as tomadas por causa da armadura, que também visava auxiliar no processo de captura de movimento.[32]

Além disso, Matthew Wood dá voz ao robô companheiro do Quarteto Fantástico, H.E.R.B.I.E. (Humanoid Experimental Robot B-Type Integrated Electronics), que geralmente é o assistente de Reed. Shakman disse que H.E.R.B.I.E. é "um pouco abusado", mas "charmoso e adorável", além de inestimável para a equipe. Ada Scott e vários outros bebês interpretam Franklin Richards, o filho super recém-nascido super poderoso de Reed e Sue; enquanto a filha de Shakman, Maisie, aparece como uma criança salva por Johnny. Alex Hyde-White, Rebecca Staab, Jay Underwood e Michael Bailey Smith, que interpretaram a equipe no filme não-lançado The Fantastic Four de 1994, fazem uma aparição especial: Hyde-White e Staab interpretam jornalistas de televisão, Underwood e Smith interpretam trabalhadores da usina que saúdam Johnny, e todos os quatro aparecem juntos como civis agradecendo ao Quarteto Fantástico. Martin Dickinson e Greg Haiste aparecem como funcionários da Timely Comics que estão criando histórias em quadrinhos quando o Surfista Prateado chega à Times Square. Elas são referências aos criadores do Quarteto Fantástico, Stan Lee e Jack Kirby. Robert Downey Jr. faz uma aparição especial na cena no meio dos créditos como Victor von Doom / Doutor Destino. Seu rosto não é visto, mas Kirby confirmou que Downey filmou a cena durante a produção do filme Avengers: Doomsday (2026).

## Produção

### Contexto
Após o fracasso crítico e comercial do filme Fantastic Four de 2015, coescrito e dirigido por Josh Trank e baseado na equipe de super-heróis de mesmo nome, da Marvel Comics, a 20th Century Studios começou a buscar novos rumos para levar a franquia. Tendo também produzido dois filmes anteriores do Quarteto Fantástico dirigidos por Tim Story uma década antes, o estúdio não queria apenas fazer outro filme do Fantastic Four. Em junho de 2017, Seth Grahame-Smith estava escrevendo um novo filme que mudaria o foco para Franklin e Valeria Richards, filhos dos líderes originais do Quarteto Fantástico, Reed Richards e Sue Storm. Inspirando-se nas histórias em quadrinhos Ultimate Fantastic Four (2004–2009), o roteiro incluía os membros originais do Quarteto Fantástico, o Coisa e o Tocha Humana, e foi descrito como centrado nas crianças com um tom mais próximo de The Incredibles (2004) do que o filme mais sombrio de Trank. A base do roteiro veio de um roteiro separado que Carter Blanchard adaptou do livro infantil Kindergarten Heroes, de Mark Millar. Millar consultou anteriormente a Fox sobre seus filmes baseados na Marvel. Em julho, Noah Hawley, que criou a série de televisão da Legion (2017–2019), da Marvel Television, foi contratado para desenvolver um filme separado focado no Doutor Destino, o principal antagonista do Quarteto Fantástico. A Walt Disney Company adquiriu oficialmente a 21st Century Fox em março de 2019 e ganhou os direitos cinematográficos dos personagens, da Marvel Comics, que a Fox controlava, incluindo o Quarteto Fantástico, para sua subsidiária, Marvel Studios. Os filmes baseados na Marvel que a Fox vinha desenvolvendo foram colocados "em espera".

### Desenvolvimento

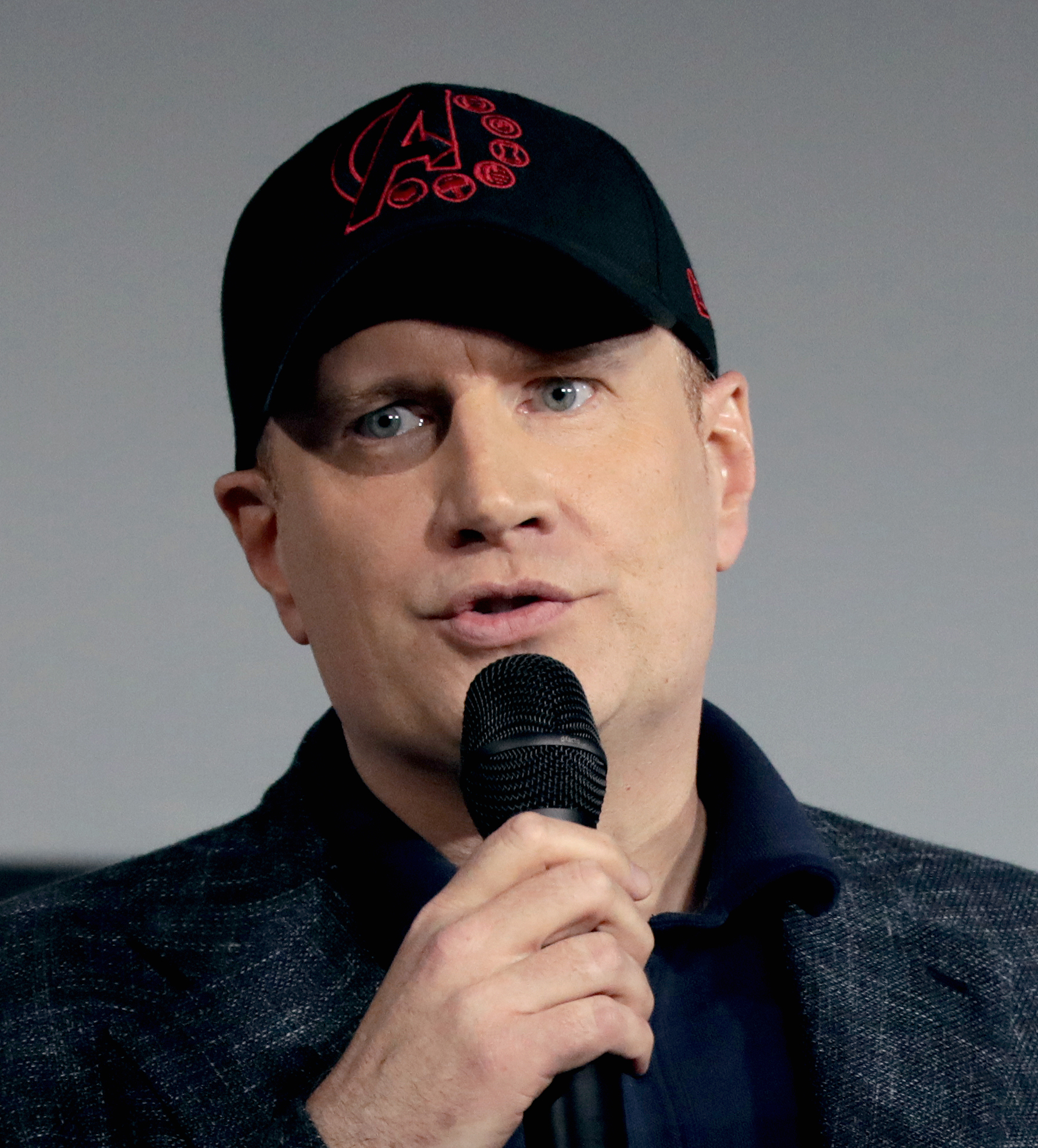
O produtor Kevin Feige na San Diego Comic-Con em julho de 2019, onde confirmou que o desenvolvimento havia começado.

O presidente da Marvel Studios, Kevin Feige, confirmou em julho de 2019 que a empresa estava desenvolvendo um novo filme do Quarteto Fantástico para seu universo compartilhado, o Universo Cinematográfico Marvel (MCU). Feige disse que estava "extremamente animado com esses personagens e em trazer a primeira família da Marvel ao tipo de plataforma e nível que eles merecem". Em dezembro de 2020, Feige anunciou que Jon Watts, que anteriormente dirigiu os filmes do Homem-Aranha do MCU, havia sido contratado para dirigir o Fantastic Four. A Marvel Studios começou a se reunir com os roteiristas do filme em fevereiro de 2021. Em junho daquele ano, o CEO da Disney, Bob Chapek, disse que Feige e a Marvel Studios estavam planejando “minerar” a franquia Fantastic Four. Watts deixou o cargo de diretor em abril de 2022 e optou por dirigir Wolfs (2024), citando sua necessidade de se afastar dos filmes de super-heróis depois de trabalhar nos filmes do Homem-Aranha por sete anos. Grant Curtis e Nick Pepin estavam produzindo o novo filme do Quarteto Fantástico no mês seguinte, depois de trabalharem na minissérie Moon Knight (2022), da Marvel Studios.
John Krasinski estreou no papel de Reed Richards / Senhor Fantástico, membro do Quarteto Fantástico, no filme Doctor Strange in the Multiverse of Madness (2022). Krasinski já era uma sugestão popular para o papel entre os fãs há algum tempo, e rumores de que ele havia sido escalado como Richards circularam especialmente desde a confirmação do desenvolvimento do novo filme. A versão do personagem que ele interpretou em Multiverse of Madness era da Terra-838, um universo alternativo do MCU principal, e era membro dos Illuminati. O diretor de Multiverse of Madness, Sam Raimi, disse que Feige escalou Krasinski para Multiverse of Madness porque era uma aparição especial em um universo alternativo e uma oportunidade de participar de uma escalação popular entre os fãs. Isso levou a especulações sobre se o papel de Krasinski seria único ou se ele retornaria para estrelar o filme Fantastic Four. Krasinski disse mais tarde que gostou do papel, mas que não houve nenhuma discussão sobre reprisá-lo.
A Marvel Studios estava procurando um novo diretor em junho de 2022, quando o estúdio estava prestes a encurtar sua lista de candidatos, que supostamente incluía alguns cineastas de alto nível. Feige estava supostamente procurando um diretor que pudesse supervisionar o processo de filmagem sem que ele estivesse presente durante toda a filmagem, semelhante a Raimi. Na San Diego Comic-Con 2022, em julho, Feige anunciou que o filme seria lançado em 8 de novembro de 2024, como o primeiro filme da Fase Seis do MCU. As filmagens estavam programadas para começar em 2023. Matt Shakman estava em negociações iniciais para dirigir o filme no final de agosto de 2022. Ele e Michael Matthews foram considerados finalistas em uma busca que também considerou Reid Carolin. O Deadline Hollywood sentiu que Shakman era a pessoa que venceria, dada sua familiaridade com Feige depois de dirigir a minissérie WandaVision (2021). A proposta de Shakman para a Marvel Studios envolvia contar uma história centrada na família do Quarteto Fantástico, com Reed e Sue se tornando pais depois de se tornarem super-heróis famosos; Os executivos estavam convencidos de que Shakman era a melhor escolha depois que ele mostrou uma foto dele segurando sua filha recém-nascida em uma reunião enquanto negociava. Shakman posteriormente saiu de um filme planejado de Star Trek devido à programação de Fantastic Four, e mais tarde explicou que escolheu trabalhar em Fantastic Four porque não queria perder a oportunidade e estava animado com o foco do filme na família, no otimismo e na tecnologia. Feige confirmou na D23 Expo 2022, em setembro, que Shakman dirigiria o filme. Mais tarde naquele mês, foi revelado que Jeff Kaplan e Ian Springer estavam escrevendo o roteiro com Feige há algum tempo antes da contratação de Shakman. Os quatro começaram a trabalhar no alinhamento de suas visões para o filme, enquanto Feige e Shakman começaram a procurar atores. Em outubro, a data de lançamento do filme foi adiada para 14 de fevereiro de 2025.

### Pré-produção

#### Início da procura de elenco durante as greves trabalhistas de 2023

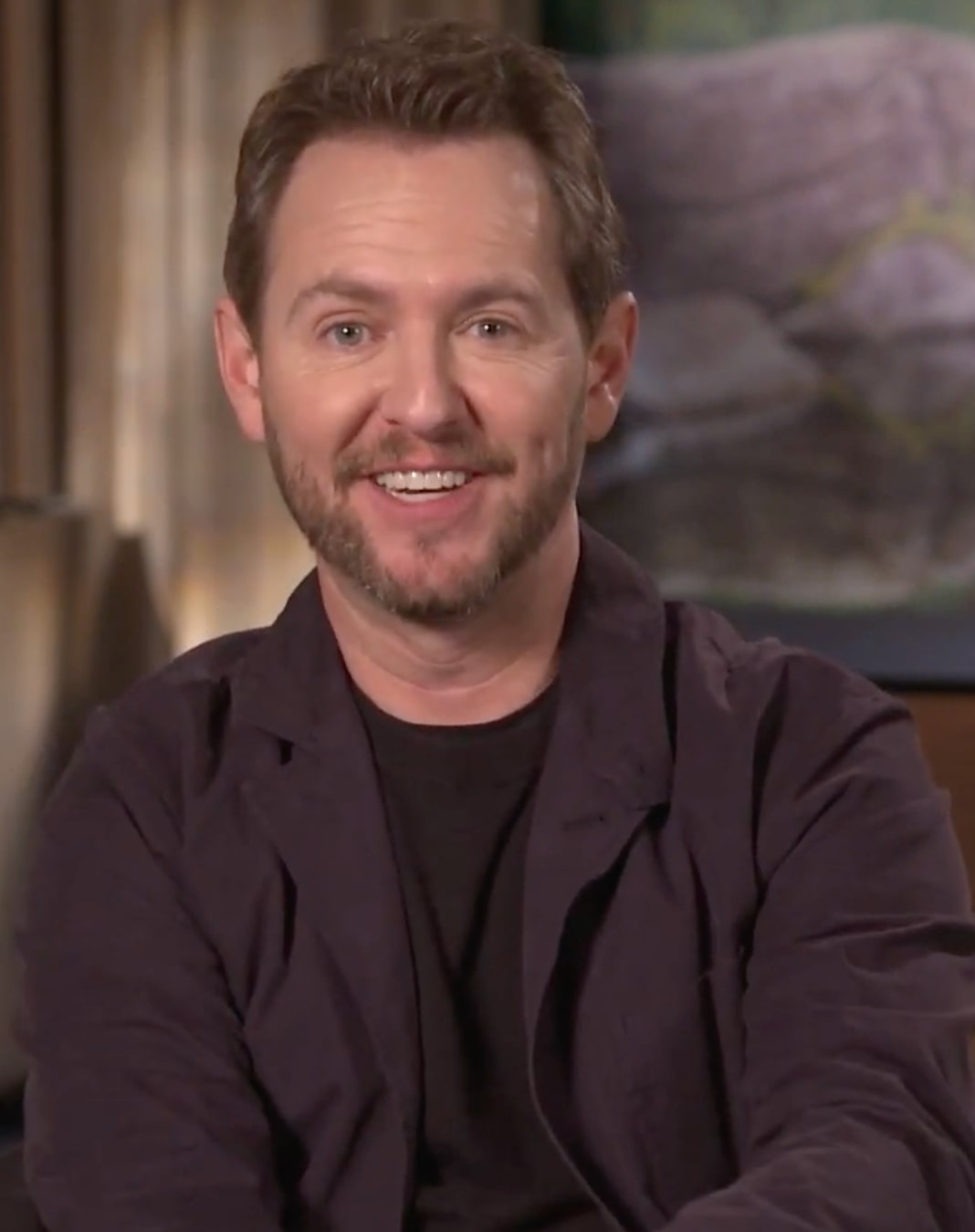
Matt Shakman foi contratado como diretor em setembro de 2022.

A seleção de elenco para a equipe titular do filme começou em fevereiro de 2023, com foco na escalação do papel de Sue Storm / Mulher Invisível primeiro. Shakman disse que o processo de seleção de elenco foi o maior desafio porque eles queriam encontrar atores que pudessem transmitir a dinâmica familiar entre os personagens. Feige disse que os personagens seriam um grande pilar no futuro do MCU, e o estúdio havia "estabelecido um padrão muito alto para nós mesmos" ao querer corresponder à longa história do grupo nos quadrinhos, que remonta a 1961. Josh Friedman foi contratado para reescrever o roteiro no final de março de 2023. Borys Kit, do The Hollywood Reporter, sentiu que a contratação de Friedman indicava uma possível mudança de tom para o filme, já que Friedman havia escrito muitos projetos de ficção científica, enquanto os roteiristas anteriores Kaplan e Springer eram mais conhecidos pela comédia. O jornalista Jeff Sneider relatou que Freidman foi contratado para aproximar o filme da visão de Feige e Shakman de apresentar muitos elementos cósmicos dos quadrinhos dos anos 1960, incluindo os personagens Galactus e Surfista Prateado. Shakman observou que as adaptações anteriores do Quarteto Fantástico combinavam uma história de origem para a equipe com o Doutor Destino, um personagem que "ocupa muito espaço", como o vilão. Ao evitar recontar a história de origem — o filme começa quatro anos depois que a equipe ganha seus poderes — e usar Galactus como antagonista, ele sentiu que estava trazendo uma nova perspectiva ao filme. Feige disse que a decisão de evitar recontar a história de origem foi semelhante a como o MCU apresentou Peter Parker / Homem-Aranha sem recontar sua conhecida história de origem. Jeff Sneider relatou que Victor von Doom / Doutor Destino não foi planejado para ser o principal antagonista do filme, mas poderia potencialmente ter um pequeno papel, como uma aparição em uma cena pós-créditos, e a Marvel Studios estava procurando uma grande estrela para interpretá-lo.
No início da greve dos roteiristas dos Estados Unidos de 2023, as filmagens estavam planejadas para começar em janeiro de 2024 em Londres. Sneider relatou que a Marvel Studios queria que Adam Driver e Emma Stone interpretassem Reed e Sue, mas ambos recusaram as ofertas porque o estúdio não queria pagar os altos salários que eles pediam; Sneider disse que Feige queria conter os gastos com talentos do estúdio. Em junho, a data de lançamento foi adiada para 2 de maio de 2025. Antes do início da greve da SAG-AFTRA de 2023 em julho, a Marvel Studios realizou testes de tela para o papel de Richards com vários atores, incluindo Christopher Abbott e Jamie Dornan, que “não foram muito bem”. O estúdio queria um ator de destaque e ofereceu o papel a Jake Gyllenhaal, que interpretou Mysterio no filme Spider-Man: Far From Home (2019), mas eles não queriam pagar o salário que ele pediu. Eles estavam cogitando atores não-brancos para Richards e Pedro Pascal se interessou, embora não tenha conversado durante a greve. Em agosto, o papel do Coisa foi oferecido a Ebon Moss-Bachrach, depois de interpretar Micro na primeira temporada da série de televisão The Punisher (2017). A Marvel Studios estava empenhada em escalar um ator judeu para o papel do Coisa, que é retratado como judeu nos quadrinhos, mas não foi retratado por atores judeus nos filmes anteriores do Fantastic Four. David Krumholtz se encontrou com Shakman sobre o papel depois de fazer campanha online, mas não teve sucesso. Então, ele começou a fazer campanha para retratar o vilão Toupeira. Sneider informou que a Marvel Studios estava de olho em Vanessa Kirby e Joseph Quinn para interpretar Sue e seu irmão, Johnny Storm / Tocha Humana. Também houve rumores de que Nicholas Galitzine interpretaria Johnny Storm e conversou sobre o papel. A Marvel abordou Matt Smith para Richards, mas não se esperava que isso funcionasse e, em vez disso, eles estavam procurando por "uma estrela de cinema bona fide". Esperava-se que um ator latino fosse contratado como Galactus.
Em outubro de 2023, Shakman disse que planejavam começar a filmar no início de 2024 no Pinewood Studios, na Inglaterra; e o elenco seria anunciado assim que a greve da SAG-AFTRA terminasse. Durante as greves, a equipe trabalhou no design de produção e nos primeiros testes de efeitos visuais para as habilidades da equipe. Kasra Farahani retornou como designer de produção da série de televisão Loki, da Marvel Studios (2021–2023), e Alexandra Byrne retornando como figurinista de vários filmes do MCU. Os trajes da equipe são azul-claros com decotes brancos, semelhantes aos designs introduzidos nos quadrinhos com Fantastic Four vol.1 #256 (1983) e aqueles usados no filme não-lançado The Fantastic Four (1994), de Roger Corman.

#### Pós-greves trabalhistas e anúncio do elenco
Após a conclusão da greve dos atores em novembro, Pascal iniciou negociações para interpretar Richards e estava negociando sua programação para o filme em torno de seus outros compromissos. Esperava-se que a Marvel Studios fizesse ofertas para os outros papéis principais logo depois, tendo esperado porque consideraram essencial encontrar primeiro o ator para Richards. Quinn pediu conselhos sobre o filme a Pascal durante a produção do filme Gladiator II (2024), sem saber que Pascal estava em negociações para interpretar Reed. Pascal não planejava assumir tal papel e disse que o filme mudou seus planos "de uma forma muito repentina". Javier Bardem estava sendo cotado para interpretar Galactus depois que Antonio Banderas já havia sido vinculado ao papel, embora Bardem tivesse um potencial conflito de agenda com o filme F1 (2025). Sneider relatou que Moss-Bachrach foi escalado como o Coisa e o estúdio estava procurando escalar uma mulher para o Surfista Prateado, que geralmente é o personagem masculino Norrin Radd. Em janeiro de 2024, Sneider relatou que as filmagens foram adiadas de um início em abril de 2024 para um início entre julho e setembro, e esse atraso fez com que Pascal abandonasse seu compromisso com o filme Weapons (2025).

A obra de arte com o tema do Dia de São Valentim lançada pela Marvel Studios em fevereiro de 2024 para confirmar o elenco do time titular. Isso levou a especulações sobre o cenário inspirado na década de 1960 do filme.

Em 14 de fevereiro, a Marvel Studios lançou um anúncio com o tema do Dia dos Namorados que confirmou a escalação de Pascal como Reed Richards ao lado de Kirby como Sue Storm, Quinn como Johnny Storm e Moss-Bachrach como o Coisa. O filme foi oficialmente intitulado The Fantastic Four e sua data de lançamento foi adiada para 25 de julho de 2025, trocando de lugar com o filme Thunderbolts*. Feige disse que "90 por cento do trabalho foi feito" ao confirmar o elenco principal. A arte promocional do anúncio incluía a edição de 13 de dezembro de 1963 da revista Life com Lyndon B. Johnson na capa, indicando que o filme se passa na década de 1960, e Pascal fez referência a músicas dos Beatles dos anos 1960 ao compartilhar a arte promocional em suas redes sociais. A arte incluía o personagem de quadrinhos H.E.R.B.I.E., um robô companheiro do Quarteto Fantástico. Feige confirmou mais tarde que o filme seria uma obra de época dos anos 1960, mas indicou que seria ambientado em um universo alternativo do MCU principal dentro do multiverso; se passa na Terra-828. Shakman chamou de estética do "futuro retro dos anos 60", descrevendo-a como "parte do que você conhece dos anos 60, mas parte do que você nunca viu". Ele olhou para o otimismo da Corrida espacial e nas ideias de futuros viajantes espaciais que as pessoas tinham na década de 1960, quando os quadrinhos estavam sendo escritos. Shakman afirmou: "Eu realmente queria pegar todas essas coisas excelentes da Apollo 11 e imaginar que, em vez de Neil Armstrong e Buzz Aldrin, eram os Storms e Ben Grimm e Reed Richards indo para o espaço". Ele estudou todos os quadrinhos do Quarteto Fantástico, desde sua criação original até os dias atuais, e se inspirou particularmente na série de Jonathan Hickman de 2009 a 2011 sobre como abordar os personagens principais. O filme inclui a organização filantrópica Fundação Futuro, da série de Hickman. Shakman tamém se inspirou no filme 2001: A Space Odyssey (1968), de Stanley Kubrick, e nas obras do designer industrial e artista Syd Mead. Ele disse que seu trabalho na série de televisão It's Always Sunny in Philadelphia (2005–presente) ajudou a informar sua abordagem do filme com sua diversão, colaboração e improvisação.
Também em fevereiro, Sneider relatou que Bardem foi a principal escolha da Marvel Studios para Galactus, que o estúdio começou a se reunir com atores para Surfista Prateado e que o Doutor Destino seria escalado durante as filmagens. Eric Pearson, que tinha a reputação de "levar projetos até a linha de chegada" para a Marvel Studios, foi "contratado discretamente" para polir o roteiro. Em abril, Julia Garner foi escalada como Shalla-Bal / Surfista Prateada. Nos quadrinhos, Shalla-Bal é o interesse amoroso do Surfista Prateado original Norrin Radd e ela mesma se torna a Surfista Prateada na série limitada Earth-X de 1999–2000, de Jim Krueger e John Paul Leon. Justin Kroll, do Deadline Hollywood, relatou que nenhum ator tinha uma oferta ou estava em negociações para Galactus naquela época. O roteirista de WandaVision, Peter Cameron, já havia contribuído para o roteiro. Vários atores se juntaram ao elenco em maio, incluindo Paul Walter Hauser, que foi escalado como Harvey Elder / Toupeira, supostamente para uma sequência no início do filme. Hauser trabalhou com Shakman em It's Always Sunny in Philadelphia e se encontrou com ele para discutir a adesão em The Fantastic Four. Ele inicialmente relutou em ingressar por causa da má recepção dos filmes anteriores do Quarteto Fantástico, mas foi conquistado pelo roteiro e pelo outro elenco e equipe do filme. John Malkovich foi escalado como Ivan Kragoff / Fantasma Vermelho, depois de recusar ofertas para filmes anteriores da Marvel porque sentiu que o pagamento proposto não era igual ao trabalho envolvido. Ele escolheu aceitar um papel neste filme para trabalhar com Shakman novamente após o filme Cut Bank (2014). Ralph Ineson foi escalado como Galactus, após aparecer como um piloto Saqueador no filme Guardians of the Galaxy (2014); Sneider afirmou que a Marvel escolheu Ineson por sua proficiência em dublagem, não querendo outro ator de primeira linha depois de não conseguir retirar Bardem devido a dificuldades de agenda. Natasha Lyonne também se juntou ao elenco, depois de dar voz a personagem original do MCU, Byrdie the Duck, na terceira temporada da série animada What If...? (2024).
Foram realizadas três semanas de ensaios com os atores para trabalhar no roteiro com Shakman e Friedman e ajudar a definir o relacionamento entre eles e como eles existiriam no cenário retrô-futurista dos anos 1960. Ao discutir esses ensaios, Pascal explicou que eles permitiam que os atores abordassem o roteiro "dramaturgicamente, como se fosse uma peça", enquanto Moss-Bachrach, que acreditava que o roteiro ainda não estava concluído, disse que isso permitia que eles compartilhassem pesquisas e consultassem astronautas e cientistas. No final de junho, as filmagens estavam programadas para começar no final de julho. Alguns dias de pré-filmagem ocorreram antes da San Diego Comic-Con, incluindo imagens de uma área de preparação de astronautas, um jogo de namoro intitulado Let's Make a Match e um programa de ciências infantil apresentado por Reed Richards intitulado Fantastic Science with Mister Fantastic. Na convenção, o filme foi renomeado The Fantastic Four: First Steps. O subtítulo faz referência às ideias de otimismo e exploração espacial do filme, mas Shakman disse que também tem significados adicionais. Isso levou à especulação sobre quais poderiam ser esses significados. Também na SDCC, o elenco principal foi revelado para reprisar seus papéis nos filmes crossover do MCU Avengers: Doomsday (2026) e Avengers: Secret Wars (2027), e Robert Downey Jr. foi anunciado para interpretar o Doutor Destino nos filmes. Feige queria que Downey retornasse ao MCU depois que ele interpretou Tony Stark / Homem de Ferro na franquia de 2008 a 2019, e havia discutido o ator assumir o papel de Destino cerca de um ano antes do anúncio da SDCC. Sneider relatou que Downey seria apresentado como Doom em uma cena pós-créditos no final de First Steps. Shakman disse que sabia da escalação de Downey há algum tempo antes do anúncio,  mas ele disse mais tarde que o Doutor Destino "não fazia parte do [seu] filme e, portanto, não fazia parte da [sua] alçada". Mais tarde, Feige acrescentou que os eventos de First Steps levariam diretamente à história de Doomsday.

### Filmagens
As filmagens começaram em 30 de julho de 2024, no Pinewood Studios, em Londres, sob o título provisório Blue Moon. O filme foi filmado para IMAX, com Jess Hall como diretora de fotografia, depois de trabalhar em WandaVision. As filmagens foram originalmente programadas para começar em 2023, e depois no início de 2024, antes das greves.
Shakman queria que o filme parecesse ter sido feito por Kubrick em 1965, inclusive nas escolhas de lentes de câmera e na "abordagem geral à produção cinematográfica". O diretor de fotografia da segunda unidade, Tim Wooster, usou a câmera de filme 16 mm de seu pai para algumas sequências. Cenários e adereços práticos foram usados sempre que possível. A cobertura da equipe no Edifício Baxter foi inspirada nas casas modernas e aconchegantes da Califórnia de meados do século. O laboratório de Reed, inspirado em 2001: Uma Odisseia no Espaço, é dividido em três seções: uma sala vermelha para pesquisas e invenções, uma sala amarela com quadros negros para pensar e uma sala azul com equipamentos de comunicação para monitoramento. Uma versão fictícia da Yancy Street de Nova York foi construída com base na aparência das áreas judaicas da cidade durante a infância do co-criador do Quarteto Fantástico, Jack Kirby, incluindo mercearias kosher e uma sinagoga. Todo o estúdio de Pinewood foi usado para o cenário do filme na Times Square. Os adereços práticos incluíam um modelo de 4,3 m da nave espacial do Quarteto Fantástico, a Excelsior, para criar um efeito de miniatura; H.E.R.B.I.E., realizado através de uma combinação de um boneco de madeira, um animatrônico controlado remotamente que tinha uma cabeça e braços funcionais e efeitos visuais; e dois modelos do Fantasticar da equipe, um que permitia filmagens internas com os atores e outro que era "desmontado" para uso em tomadas de efeitos. Farahani disse que o Fantasticar foi baseado em "carros-conceito americanos de meados dos anos 60 que, na verdade, faziam referência a carros europeus". Seus detalhes, como as entradas de ar da turbina e os controles de interface, têm um visual "retrofuturista" dos anos 50.
As filmagens locais ocorreram em Durdle Door em Dorset, Inglaterra, em meados de outubro. Lyonne terminou de filmar suas cenas no final daquele mês. Em meados de novembro foi revelado que Sarah Niles havia sido escalada. As filmagens ocorreram de 19 a 22 de novembro no Palácio dos Congressos em Oviedo, Espanha, com esse local servindo como sede da Organização das Nações Unidas (ONU) no filme. As filmagens também aconteceram na mina Middleton em Derbyshire Dales, Inglaterra, e encerradas no final de novembro.

### Pós-produção
Nona Khodai e Tim Roche editaram o filme. Em abril de 2025, foi revelado que Mark Gatiss interpretaria Ted Gilbert, apresentador do talk show The Ted Gilbert Show. Um mês depois, o designer de som, Matthew Wood, foi revelado como a voz H.E.R.B.I.E. Filmagens adicionais ocorreram naquela época, incluindo adicionar uma sequência onde a história de fundo de Shalla-Bal é mostrada. Shakman disse que o papel da personagem evoluiu ao longo do processo de escrita e que ele percebeu, durante a pós-produção, que sua história de fundo — na qual ela escolhe se entregar a Galactus para salvar seu planeta e sua família — refletia os temas do filme e as escolhas do Quarteto Fantástico. Shakman decidiu que a história de fundo deveria ser vista pelo público. Os créditos finais do roteiro do filme atribuem o roteiro a Friedman, Pearson, Kaplan e Springer a partir de uma história de Pearson, Kaplan, Springer e Kat Wood. O trabalho de Pearson no filme incluiu mover o nascimento do filho de Reed e Sue, Franklin Richards, do início do filme para durante a fuga espacial da equipe de Galactus no meio do filme, além de mover a luta final contra Galactus do espaço para a Terra para destacar a escala de Galactus. Ele também trabalhou com Johnny pesquisando e desvendando a linguagem de Shalla-Bal, com seus rascunhos tendo mais momentos de "flerte" entre os dois do que o que havia no filme final.
Em julho, Shakman revelou que o papel de Malkovich foi cortado do filme e disse que essa foi uma decisão "de partir o coração". Ele explicou que o papel de Malkovich como Ivan Kragoff / Fantasma Vermelho seria exibido no início do filme, como parte de uma sequência que narra os primeiros anos do Quarteto Fantástico, incluindo uma batalha contra o Fantasma Vermelho e seus Super-Macacos. Shakman elogiou a atuação de Malkovich no papel, mas disse que a sequência foi uma das muitas que foram cortadas para ajudar a equilibrar a introdução da equipe como um grupo e individualmente, seu mundo e os vários outros vilões do filme. Embora Malkovich tenha sido cortado, o filme mantém uma breve aparição de uma versão animada do Fantasma Vermelho na cena pós-créditos como parte de uma série animada do Quarteto Fantástico no universo, que também conta com os vilões Diablo, Homem-Dragão, Pensador Louco, Mestre das Marionetes e Mago. Personagens adicionais que aparecem no filme incluem o orangotango Super-Macaco Peotor e a gigantesca criatura subterrânea, Giganto. Antes do lançamento do filme, os papéis de vários atores foram revelados, incluindo a atriz infantil Ada Scott como o filho recém-nascido superpoderoso de Reed e Sue, Franklin Richards, Hauser como o Homem-Toupeira, Niles como Lynne Nichols e Lyonne como Rachel Rozman.  As estrelas do filme não lançado de 1994, The Fantastic Four, Alex Hyde-White, Rebecca Staab, Jay Underwood e Michael Bailey Smith, foram revelados em papéis em First Steps, fazendo aparições especiais ao longo do filme.
A cena no meio dos créditos apresenta Downey como Doutor Destino e foi filmado pelos diretores de Doomsday, Anthony e Joe Russo, durante a produção do filme. Shakman disse que os Russos visitaram os sets de First Steps durante a produção e assistiram a cenas do filme, pois queriam se familiarizar com o Quarteto Fantástico e os outros personagens "para que pudessem tratá-los bem, fazer o que é certo por eles" em Doomsday. O filme termina com uma citação de Kirby, e a revelação de que a designação do universo de 828 foi baseada no aniversário de Kirby: 28 de agosto de 1917. O filme é dedicado ao produtor Jamie Christopher, que morreu durante a pré-produção, e à mãe de Shakman, Inez. Scott Stokdyk é o supervisor de efeitos visuais, com efeitos visuais fornecidos pela Industrial Light & Magic (ILM), Framestore, Sony Pictures Imageworks, Digital Domain e Wētā FX.

## Trilha sonora
Michael Giacchino foi anunciado em julho de 2024 para compor a trilha sonora do filme, após já ter feito a trilha de vários projetos do MCU. Sua música para o Quarteto Fantástico e Galactus foi apresentada durante um show de drones na San Diego Comic-Con naquele mês. Seu tema principal do Quarteto Fantástico foi tocado na íntegra na convenção D23 em agosto, durante o painel "Música dos Estúdios Marvel" moderado por Giacchino, e no Hollywood Bowl no final daquele mês, como parte do Infinity Saga Concert Experience da Marvel Studios. Mike Roe, do TheWrap, chamou o tema de "uma vibração alegre" que "combina um sentido sonhador com otimismo heróico voltado para o futuro, junto com elementos que ecoam os sons que você pode esperar de um filme apresentando, digamos, um lançamento espacial". Ele o comparou a trilha sonora de Ant-Man (2015). O tema foi lançado como single digital para download pela Hollywood Records e Marvel Music em 5 de junho de 2025 e estará disponível como vinil de 7 polegadas junto com "Let Us Be Devoured", escrita e interpretada por Andrea Datzman, em 25 de julho. A trilha sonora completa de Giacchino foi lançada digitalmente em 18 de julho de 2025.

## Marketing
Em 4 de abril de 2024 ("dia 4–4"), a Marvel Studios lançou um pôster do filme do Tocha Humana criando o símbolo do Quarteto Fantástico. Um link também foi incluído na postagem que levava a uma página de erro 404 apresentando H.E.R.B.I.E., que tinha um código QR incorporado que levava a uma página com o tema Future Foundation com uma lista de quadrinhos do Quarteto Fantástico disponíveis para leitura no Marvel Unlimited: Fantastic Four vol.1 #1 (1961), a primeira aparição da equipe; Fantastic Four vol.1 #48–50 (1966), conhecida como "A Trilogia Galactus" e apresentando as primeiras aparições de Galactus e Surfista Prateado; e Fantastic Four: Life Story #1 (2021), que se passa na década de 1960. Após uma exibição de Deadpool & Wolverine na San Diego Comic-Con em 25 de julho de 2024, um show de drones ocorreu no Petco Park que incluía imagens de um Galactus com precisão dos quadrinhos e o logotipo do Quarteto Fantástico, anunciando sobre o filme no Painel do Hall H da Marvel Studios duas noites depois. Esse painel contou com Shakman e o elenco principal, revelou o título completo do filme, mostrou um pequeno trailer e fez o futurista Fantasticarro do filme flutuar pelo palco. Shakman explicou que o pequeno trailer apresentava imagens de pré-filmagem combinadas com pré-visualizações e animações que foram criadas durante o desenvolvimento do design do filme. A filmagem foi apresentada em uma "antiga proporção de aspecto 4:3". Outras imagens foram exibidas na D23 Brasil em novembro de 2024.
O primeiro trailer do filme foi lançado em 4 de fevereiro de 2025. Pascal, Kirby, Quinn e Moss-Bachrach apareceram em um evento de fãs no US Space & Rocket Center em Huntsville, Alabama, conhecido como "Rocket City", para lançar o trailer. Antes de ser lançado, um pequeno anúncio do trailer foi lançado apresentando crianças correndo para uma televisão exibindo imagens do Quarteto Fantástico. Jesse David Fox, do Vulture, notou um efeito sonoro usado para o riso das crianças, perguntando-se se era uma indicação intencional de algo ou se a filmagem tinha sido apenas apressada. Zack Zwiezen, do Kotaku, comparou o efeito sonoro amplamente utilizado, que havia sido originalmente gravado para o filme Indiana Jones and the Temple of Doom (1984), ao efeito sonoro do Grito Wilhelm. Ele ficou confuso sobre o motivo de a frase ter sido usada duas vezes em um clipe tão curto. Discutindo o trailer completo, Ben Travis, da Empire, sentiu que o filme estava "no caminho certo", apreciando o tom e o estilo, assim como as diferentes referências aos quadrinhos. Vários comentaristas notaram que todos os poderes do Quarteto Fantástico são vistos, exceto as habilidades de esticar de Reed. A cena do Coisa discutindo a comida feita por H.E.R.B.I.E. foi comparada por alguns comentaristas com o papel de Moss-Bachrach como Richie Jerimovich na série The Bear (2021–presente). O trailer foi visto 202 milhões de vezes nas primeiras 24 horas, o terceiro melhor para um trailer da Marvel Studios, depois dos de Deadpool & Wolverine (365 milhões) e Spider-Man: No Way Home (355 milhões). Tornou-se o vídeo mais visto no YouTube e uma transmissão ao vivo do lançamento do teaser se tornou a mais vista da Marvel. Junto com o trailer, a Marvel também lançou uma série de pôsteres com o slogan "Prepare 4 Launch". Um deles foi recebido com críticas, acreditando que a Marvel havia usado inteligência artificial (IA) para a arte, pois parecia apresentar o rosto de uma mulher usado várias vezes e acreditando que algumas pessoas não tinham o número adequado de dedos; A Marvel negou que a IA tenha sido usada, e outros comentaristas sugeriram que esses problemas podem ser resultado de uma edição ruim de Photoshop. As exibições no IMAX do filme Captain America: Brave New World, lançado no final de fevereiro, apresentaram uma contagem regressiva com o tema de First Steps.
Imagens foram exibidas no CinemaCon de 2025, que deram uma primeira visão na Surfista Prateada de Garner e revelaram que Sue e Reed estavam esperando um filho no filme. Sydney Bucksbaum, da Entertainment Weekly, disse que a gravidez de Sue deu um "novo significado" ao título do filme. Quando o subtítulo foi anunciado originalmente, Jenna Anderson, do ComicBook.com, teorizou que "Primeiros Passos" poderia se referir aos primeiros passos de uma criança, indicando que o filme apresentaria um dos filhos de Reed e Sue, Franklin e Valeria Richards; ambos não foram vistos nos filmes anteriores do Quarteto Fantástico. As imagens do CinemaCon não foram divulgadas online, apesar das especulações de que um trailer completo poderia ser lançado em 4 de abril de 2025. Em vez disso, um novo pôster "em estilo retrô" com silhuetas do Quarteto Fantástico foi lançado naquele dia, juntamente com uma matéria da Empire que revelou novos detalhes sobre o filme. O vídeo do CinemaCon foi posteriormente lançado como um trailer em 17 de abril. Michael Cripe, do IGN, disse que o trailer tinha mais ação do que o teaser, incluindo uma primeira olhada nas habilidades de esticar de Reed. Os comentaristas também notaram o foco na Surfista Prateada de Garner. No final de abril, a Marvel Comics e a Marvel Studios anunciaram uma história em quadrinhos única para o filme, intitulada The Fantastic Four: First Steps, que foi lançado em 9 de julho. A história em quadrinhos foi escrita por Matt Fraction e desenhada por Mark Buckingham, com arte de capa de Phil Noto. A Marvel Comics trabalhou em estreita colaboração com a Marvel Studios e os criadores para garantir que a história em quadrinhos tivesse o mesmo estilo e tom do filme, com os criadores dos quadrinhos visitando o set durante as filmagens. É apresentado como uma história em quadrinhos do universo publicada pela Fundação Futuro no quarto aniversário dos poderes do Quarteto Fantástico, servindo como uma "releitura autorizada" das primeiras aventuras da equipe.
Um comercial da rede de pizzarias Little Caesars, dirigido por Farahani e lançado em junho, apresenta uma homenagem à primeira edição da revista em quadrinhos do Quarteto Fantástico, na qual a equipe luta contra a criatura Giganto. Também em junho, Feige promoveu o filme na CineEurope como parte de uma apresentação mais ampla da Disney. Um novo trailer do filme foi exibido. Jogos temáticos do Quarteto Fantástico foram adicionados aos locais do Topgolf em conjunto com o lançamento do filme. A AMC Theaters lançou um balde de pipoca de edição limitada de Galactus para promover o filme. O recipiente tem capacidade para 9 litros (2,37 galões) de pipoca e ganhou um recorde mundial do Guinness como o maior recipiente de pipoca disponível comercialmente.

## Lançamento
The Fantastic Four: First Steps teve sua estreia mundial no Dorothy Chandler Pavilion em Los Angeles em 21 de julho de 2025. A estreia foi transmitida ao vivo no Disney+ — a primeira para uma estreia da Disney — com entrevistas com o elenco e a equipe criativa, além de uma prévia exclusiva do filme, com reprise disponível após a transmissão ao vivo. A estreia também contou com uma apresentação do tema do logotipo da Marvel Studios de Michael Giacchino e uma suíte orquestral de seleções da trilha sonora por uma grande orquestra e coro ao vivo no palco antes do filme. O filme estreou nos Estados Unidos em 25 de julho de 2025, em IMAX, ScreenX e 4DX. Foi previamente agendado para 8 de novembro de 2024, 14 de fevereiro de 2025, e 2 de maio de 2025. Será o primeiro filme da Fase Seis do MCU.

## Recepção

### Bilheteria
Até 17 de agosto de 2025, The Fantastic Four: First Steps arrecadou 247,3 milhões de dólares nos Estados Unidos e Canadá, e 222,2 milhões de dólares em outros territórios, para um total mundial de 469,5 milhões de dólares.
Em 22 de julho de 2025, a projeção era de que o filme arrecadasse de 100 a 110 milhões de dólares nas bilheterias nacionais, com mais 90 a 110 milhões de dólares no exterior, para um total de 90 a 210 milhões de dólares durante o fim de semana de estreia. O filme arrecadou 24,4 milhões de dólares nas pré-estreias de quinta-feira à noite, a maior prévia de bilheteria de 2025, superando a de Superman, que havia sido lançado duas semanas antes. O filme arrecadou 57 milhões de dólares em seu primeiro dia, ficando atrás de A Minecraft Movie como a segunda maior arrecadação de estreia para um filme de 2025. O filme acabaria arrecadando 117,6 milhões de dólares nas bilheterias nacionais, superando as expectativas, e um total de 216,7 milhões de dólares globalmente. O filme arrecadou 11,7 milhões de dólares em sua segunda sexta-feira, uma queda drástica de 80%. Esta é a segunda maior queda de sexta para sexta para qualquer filme de história em quadrinhos em 2025, atrás de Captain America: Brave New World. The Fantastic Four: First Steps manteve o primeiro lugar nas bilheterias em seu segundo final de semana, mas caiu para 66%, com uma arrecadação de 38,7 milhões de dólares. Da mesma forma, o filme permaneceu em primeiro lugar por dois fins de semana consecutivos no Reino Unido e na Irlanda, arrecadando 3 milhões de euros (US$ 4,1 milhões de dólares) em sua segunda semana e elevando seu total acumulado para 15,3 milhões de euros (20,4 milhões de dólares) nesses mercados. No terceiro final de semana, o filme caiu para o terceiro lugar, arrecadando 15,8 milhões de dólares.

### Crítica
No agregador de críticas Rotten Tomatoes, 86% dos 384 críticos deram uma avaliação positiva ao filme. O consenso dos críticos do site diz: "Beneficiando-se de uma química de elenco sólida e revestido de um design retrô atraente dos anos 1960, esta versão do Quarteto Fantástico faz justiça à Primeira Família da Marvel". O Metacritic resumiu a resposta crítica como "geralmente favorável", com base em uma pontuação média ponderada de 65 de 100, de 54 críticos. O público pesquisado pelo CinemaScore deu ao filme uma nota média de "A−" em uma escala de A+ a F.
A Variety sentiu que o fato de o filme abrir mão da história de origem e se passar quando eles já são heróis ativos era um ponto forte. Peter Bradshaw, do The Guardian, escreveu que o filme "se mantém como um espetáculo divertido em seu próprio universo inocente e fechado de loucura fantástica", escrevendo que o design de produção era "alucinatório" em sua estética dos anos 1960, e disse que ele manteve o gênero de super-heróis "no alto". David Rooney, do The Hollywood Reporter, também elogiou a vibração dos anos 60, sentindo que a trilha sonora orquestral de Giacchino, o design de produção e o figurino eram complementares. Rooney sentiu que Moss-Bachrach retratou "calor e sensibilidade" por trás de seu personagem de captura de movimentos, e escreveu sobre a interpretação dominante de Garner de um arco de personagem que vai do "gélido" ao "triste".
Robbie Collin, do The Daily Telegraph, disse que o filme "faz você desejar que a Marvel tivesse chegado a esse ponto anos atrás — imagine se Avengers: Endgame, de 2019, tivesse sido seguido por isso. Mas pelo menos eles estão aqui agora, e o resultado é um tipo muito incomum de franquia: uma que parece única em todos os aspectos". Sandra Hall, do The Sydney Morning Herald, escreveu: "A ação é tão espetacular quanto você esperaria, o que não significa que seja particularmente cheio de suspense, mas o sucesso do filme está no fato de que ele traz de volta a diversão à franquia".
Esther Zuckerman, da Bloomberg News, foi mais crítica, escrevendo: "Enquanto Superman parecia revigorantemente moderno com seus sentimentos políticos, The Fantastic Four tem uma aura de teias de aranha da qual não consegue se livrar completamente". Udita Jhunjhunwala, do Livemint, elogiou as atuações do elenco, mas disse que o filme foi "competente, na melhor das hipóteses — um reboot com ambição cósmica que mal consegue decolar". Stephen Romei, do The Australian, elogiou a sequência de abertura, mas criticou os diálogos do filme, concluindo: "A franquia de filmes de super-heróis tem seus altos e baixos. Este, definitivamente, é um ponto negativo".

### Reconhecimentos
The Fantastic Four: First Steps foi indicado como Filme Mais Esperado no 8th Astra Midseason Movie Awards.

## Futuro
Uma sequência de First Steps estaria em desenvolvimento em junho de 2025. Em agosto, Sneider relatou que Shakman deveria retornar para dirigir a sequência, que a Marvel Studios acreditava que teria um desempenho financeiro melhor do que First Steps depois que o Quarteto Fantástico fosse visto em Doomsday e Secret Wars.

## Links externos
- The Fantastic Four: First Steps no IMDb
- The Fantastic Four: First Steps (em inglês) em Marvel.com